# 金瓜石迎媽祖

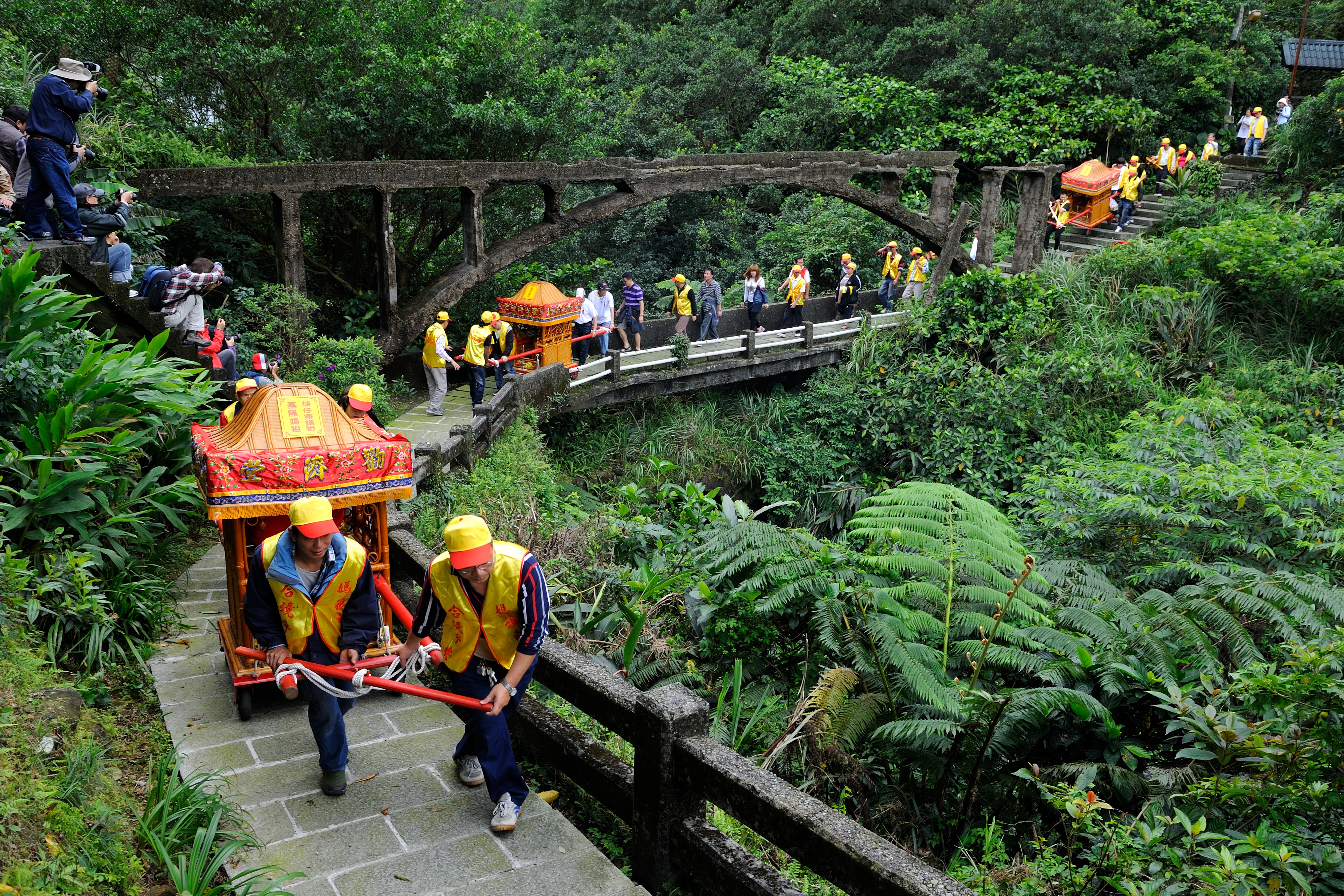
金瓜石迎媽祖遶境昔日礦業水圳橋

金瓜石迎媽祖（全稱為「金瓜石地區恭迎媽祖遶境祈福活動」），於農曆3月23日舉行，是勸濟堂的年例活動，也是台灣新北市金瓜石地區重要的宗教慶典。

## 起源
金瓜石地區每年有三大信仰節慶，分別為農曆3月23日的媽祖聖誕、農曆6月24日恩主公聖誕及農曆7月15日中元普渡，均由勸濟堂主辦，其中只有媽祖聖誕舉辦迎神遶境活動。迎請媽祖遶境目前最早的史料紀錄是1919年（大正8年）在《臺灣日日新報》報導，之後在該媒體有相關新聞報導，當時臺灣人信仰活動迎媽祖是與每年日本人信仰活動金瓜石神社山神祭典一同舉辦，希望共同祈求金瓜石山神與媽祖金礦開採順利。
根據日治時期《臺灣日日新報》報導，金瓜石迎媽祖大多依循神社祭典在6月底至7月底之間舉行。自民國59年起，勸濟堂配合宗教政策，統一日期於農曆3月23日媽祖聖誕舉辦恭迎媽祖遶境活動。
目前金瓜石地區共有4個里：瓜山里、新山里、銅山里、石山里，依據2015年勸濟堂迎媽祖各里樂捐資料，金瓜石各里至少有超過三分之一的住戶數贊助參與，是該地區重要的慶典活動。

## 迎請神明
迎媽祖是金瓜石的信仰盛事，除了恭迎媽祖之外，也會迎請其他神靈及區域廟宇一同參與。在農曆3月22日慶典前一日，金瓜石4個里里長分派到不同宮廟迎請神明，安座於勸濟堂正殿，接受信徒參拜，欣賞勸濟堂前演出的神明戲。
勸濟堂參與遶境的媽祖分別為北港朝天宮媽祖（供奉於勸濟堂後殿二樓）、臺北關渡宮媽祖、焿子寮媽祖（福隆宮）、基隆慶安宮媽祖、金福宮媽祖（麥寮拱範宮媽祖），迎請的神明有保民堂藥王仙公、金福宮福德正神、勸濟堂關聖帝君、宜蘭大里慶雲宮玉皇大帝。
金瓜石迎媽祖神轎順序
1. 本地：金福宮土地公（輦轎）、金福宮媽祖神轎、保民堂神農大帝轎
2. 外地：基隆/焿子寮媽祖神轎、關渡媽祖神轎、北港媽祖神轎、大里天公神轎
3. 本地：最後壓陣的金瓜石勸濟堂恩主公神轎

## 流程
農曆3月23日子時（臺北時間23時至1時）由勸濟堂廟祝主持祝壽，依三獻禮儀式進行，最後需擲筊請示神諭是否圓滿。上午8時，陣頭集合於勸濟堂前行禮，而後依序將供奉於正殿之神像過爐後，經勸濟堂中門請出，固定於每位神明的神轎上。所有繞境人員必須跨越金火（焚燒的金紙堆），以增強神靈的靈力，便開始展開遶境祈福活動。
整個遶境活動範圍涵蓋金瓜石地區銅山里、石山里、瓜山里、新山里4個鄰里，繞境隊伍所到之處代表媽祖與眾神明親臨現場，以保閤境平安，居民可以在神轎路過時，跟隨香人員換香，祈求媽祖及眾神明的庇佑。
最後，遶境隊伍回到勸濟堂前，需再次跨越金火，以火來清淨繞境的穢氣。

## 特色
因受環境地形限制，遶境路線穿越聚落，路面窄小且上下坡階梯多，需以人力接替抬轎，遊行隊伍會沿著山坡上的街道行進，是臺灣地區少數的山城繞境活動。
過程中，社區居民會免費招待遶境人員茶水、各式家常餐點，取代一般廟會活動常見的辦桌活動。

## 註解
1. ↑  金瓜石迎媽祖目前最早的史料紀錄為〈金瓜石山神祭〉，《臺灣日日新報》，1919年7月2日，日刊01。根據《臺灣日日新報》於1926年6月27日〈祭典延期〉報導記載：「基隆金瓜石神社，每年定六月二十八日，由金瓜石鑛山株式會社煮催，舉行祭典，是日本島人間，恭迎媽祖繞境，以祈求山神獻瑞，金苗多出…」。
2. ↑  根據《臺灣日日新報》報導，金瓜石神社祭典舉辦日期分別為：1919年6月28日、1929年及1932年7月29-30日、1934年及1936年7月15-16日。